# Vannon
Le Vannon est une petite rivière française du département de la Haute-Saône, en région Franche-Comté, affluent de la Saône.

## Géographie
Sa longueur est de 19,6 km.
Il naît au Nord Ouest de la commune de Fouvent-Saint-Andoche à l'altitude de 223 m.

### Communes et cantons traversés
Dans le seul département de la Haute-Saône, le Vannon traverse les six communes suivantes, de l'amont vers l'aval, de Fouvent-Saint-Andoche (source), Roche-et-Raucourt, Volon, Brotte-lès-Ray, Vaite, Membrey (confluence).
Soit en termes de cantons, le Vannon prend source et conflue le même nouveau canton de Dampierre-sur-Salon, dans l'arrondissement de Vesoul.

### Bassin versant
Le Vannon traverse une seule zone hydrographique 'La Saône de la Goureonne au Salon' (U064) de 4 381 km2 de superficie totale.

## Affluent
Le Vannon a un seul affluent référencé :
- la Bonde (rg), 14,6 km sur les quatre communes de Francourt, Roche-et-Raucourt, Volon, La Roche-Morey[2].

Son rang de Strahler est donc de deux.